# 沙漠景觀高地 (加利福尼亞州)
沙漠景觀高地（英語：Desert View Highlands）是位於美國加利福尼亞州洛杉磯縣的一個人口普查指定地區。

## 地理
沙漠景觀高地的座標為34°35′23″N 118°09′13″W / 34.58972°N 118.15361°W，而該地最高點為海拔高度827米（即2713英尺）。

## 人口
根據2010年美國人口普查的數據，沙漠景觀高地的面積為1.140平方千米，當中陸地面積為1.140平方千米，而水域面積為0.000平方千米。當地共有人口2360人，而人口密度為每平方千米2,070人。